# Dodge Demon Concept
O Demon é um protótipo apresentado pela Dodge no Salão de Genebra de 2007.
O Dodge Demon foi um conceito feito pela Daimler Chrysler, projetado para substituir o Viper como o carro esporte mais acessível da Dodge. O Demon foi exibido pela primeira vez no Salão Automóvel de Genebra de 2007, e foi considerado para produção. Foi concebido para competir com carros como o Pontiac Solstice, Saturn Sky e Mazda Miata. Ao contrário de muitos outros carros conceito, os materiais e o design de construção do Demon eram tais que a produção seria viável.